# Guy Middleton (Schwimmer)
Guy James Richard Napoléon Middleton Morre (* 4. August 1900 in Paris; † 30. Oktober 1994 in Sevran) war ein französischer Schwimmer.

## Karriere
Middleton nahm an den Olympischen Spielen 1924 in Paris teil. Hier erreichte er mit der französischen Staffel über 4 × 200 m Freistil das Halbfinale.